# Not A Hero
Not A Hero est un jeu vidéo d'action développé par Roll7 et édité par Devolver Digital, sorti en 2015 sur Windows, Mac, Linux, PlayStation 4, Xbox One et Android.

## Accueil
- Gamekult : 7/10[1]
- Jeuxvideo.com : 14/20[2]